# Independent Spirit Award per la miglior sceneggiatura
L'Independent Spirit Award per la miglior sceneggiatura (Independent Spirit Award for Best Screenplay) è un premio cinematografico statunitense assegnato annualmente dal 1986.

## Vincitori e candidati
I vincitori sono indicati in grassetto, a seguire gli altri candidati.

### Anni 1980
- 1986: Horton Foote - In viaggio verso Bountiful (The Trip to Bountiful)
  - Joseph Minion - Fuori orario (After Hours)
  - Joel Coen e Ethan Coen - Blood Simple - Sangue facile (Blood Simple.)
  - Tom Cole - La prima volta (Smooth Talk)
- 1987: Oliver Stone - Platoon
  - David Lynch - Velluto blu (Blue Velvet)
  - Peter Wang e Shirley Sun - A Great Wall
  - Oliver Stone e Rick Boyle - Salvador
  - Raynold Gideon e Bruce A. Evans - Stand by Me - Ricordo di un'estate (Stand by Me)
- 1988: Neal Jimenez - I ragazzi del fiume ( River's Edge) 
  - Agnieszka Holland -  Anna
  - Tony Huston - The Dead - Gente di Dublino (The Dead)
  - John Sayles - Matewan
  - Spalding Gray - Swimming to Cambodia
- 1989: Ramón Menéndez - La forza della volontà (Stand and Deliver) 
  - John Patrick Shanley - Dentro la grande mela (Five Corners)
  - John Waters - Grasso è bello (Hairspray)
  - John Bradshaw e Alan Rudolph - Moderns (The Moderns)
  - David Burton Morris, Chris Mulkey, John Jenkins e Karen Landry - Patti Rocks

### Anni 1990
- 1990: Gus Van Sant e Daniel Yost - Drugstore Cowboy
  - Patrick Sheane Duncan - 84C MoPic
  - Daniel Waters - Schegge di follia (Heathers)
  - Steve De Jarnatt - Soluzione finale (Miracle Mile)
  - Jim Jarmusch - Mystery Train - Martedì notte a Memphis (Mystery Train)
- 1991: Charles Burnett - To Sleep with Anger
  - John McNaughton e Richard Fire - Henry pioggia di sangue (Henry: Portrait of a Serial Killer)
  - Whit Stillman - Metropolitan
  - Michael Roemer - Tutti contro Harry (The Plot Against Harry)
  - Allan Moyle - Pump up the volume - Alza il volume (Pump Up the Volume)
- 1992: Gus Van Sant - Belli e dannati (My Own Private Idaho)
  - Joseph B. Vasquez - I migliori del Bronx (Hangin' with the Homeboys)
  - Lem Dobbs - Delitti e segreti ( Kafka)
  - Floyd Byars e Fritjof Capra - Mindwalk
  - Michael Tolkin - Sacrificio fatale (The Rapture)
- 1993: Neal Jimenez - Vita di cristallo (The Waterdance)
  - Allison Anders - Gas, Food Lodging
  - Paul Schrader - Lo spacciatore (Light Sleeper)
  - Keith Gordon - Vicino alla fine (A Midnight Clear)
  - Billy Bob Thornton - Qualcuno sta per morire (One False Move)
- 1994: Robert Altman e Frank Barhydt - America oggi (Short Cuts)
  - Edwin Baker e Tony Chan - Combination Platter
  - Nancy Savoca e Richard Guay - Verso il paradiso (Household Saints)
  - Ang Lee, Neil Peng e James Schamus - Il banchetto di nozze (Hsi yen)
  - Víctor Núñez - Ruby in Paradiso (Ruby in Paradise)
- 1995: Quentin Tarantino e Roger Avary - Pulp Fiction
  - Woody Allen e Douglas McGrath - Pallottole su Broadway (Bullets Over Broadway)
  - Randy Sue Coburn e Alan Rudolph - Mrs. Parker e il circolo vizioso (Mrs. Parker and the Vicious Circle)
  - John Dahl e Rick Dahl - Red Rock West
  - Hui-Ling Wang, James Schamus e Ang Lee - Mangiare bere uomo donna (Yin shi nan nu)
- 1996: Christopher McQuarrie - I soliti sospetti (The Usual Suspects)
  - Mike Figgis - Via da Las Vegas (Leaving Las Vegas)
  - Tom DiCillo - Si gira a Manhattan (Living in Oblivion)
  - Todd Haynes - Safe
  - John Sayles - Il segreto dell'isola di Roan (The Secret of Roan Inish)
- 1997: Joel Coen ed Ethan Coen - Fargo
  - Jim Jarmusch - Dead Man
  - David O. Russell - Amori e disastri (Flirting with Disaster)
  - Nicholas St. John - Fratelli (The Funeral)
  - John Sayles - Stella solitaria (Lone Star)
- 1998: Kevin Smith - In cerca di Amy (Chasing Amy)
  - Robert Duvall - L'apostolo (The Apostle)
  - Paul Schrader - Touch
  - Victor Nuñez - L'oro di Ulisse (Ulee's Gold)
  - Christopher Guest e Eugene Levy - Sognando Broadway (Waiting for Guffman)
- 1999: Don Roos - The Opposite of Sex - L'esatto contrario del sesso (The Opposite of Sex) 
  - Paul Schrader - Affliction
  - Frank Military - Blind Faith
  - Bill Condon - Demoni e dei (Gods and Monsters)
  - David Mamet - Il prigioniero (The Spanish Prisoner)

### Anni 2000
- 2000: Alexander Payne e Jim Taylor - Election
  - Kevin Smith - Dogma
  - Audrey Wells - Guinevere
  - Lem Dobbs - L'inglese (The Limey)
  - James Merendino - Fuori di cresta (SLC Punk!)
- 2001: Kenneth Lonergan - Conta su di me (You Can Count on Me) 
  - Mike White - Chuck & Buck
  - Valerie Breiman - Love & Sex
  - Raymond De Felitta - Two Family House
  - Robert Dillon - Waking the Dead
- 2002: Christopher Nolan - Memento
  - Henry Bean - The Believer
  - Robert Festinger e Todd Field - In the Bedroom
  - Milo Addica e Will Rokos - Monster's Ball - L'ombra della vita (Monster's Ball), regia di Marc Forster
  - Richard Linklater - Waking Life
- 2003: Mike White - The Good Girl
  - Nicole Holofcener - Lovely & Amazing
  - Dylan Kidd - Roger Dodger
  - Jill Sprecher e Karen Sprecher - Tredici variazioni sul tema (Thirteen Conversations About One Thing)
  - Hilary Birmingham e Matt Drake - Tully
- 2004: Sofia Coppola - Lost in Translation - L'amore tradotto (Lost in Translation)
  - Shari Springer Berman e Robert Pulcini - American Splendor
  - Christopher Guest ed Eugene Levy (e il resto del cast del film) - A Mighty Wind - Amici per la musica (A Mighty Wind)
  - Peter Hedges - Schegge di April (Pieces of April)
  - Billy Ray - L'inventore di favole (Shattered Glass)
- 2005: Alexander Payne e Jim Taylor - Sideways - In viaggio con Jack (Sideways)  	
  - Richard Linklater, Julie Delpy ed Ethan Hawke - Before Sunset - Prima del tramonto (Before Sunset)
  - Tod Williams - The Door in the Floor
  - Mario Van Peebles e Dennis Haggerty - How to Get the Man's Foot Outta Your Ass
  - Bill Condon - Kinsey
- 2006: Dan Futterman - Truman Capote - A sangue freddo (Capote)
  - Rodrigo García - 9 vite da donna (Nine Lives)
  - Noah Baumbach - Il calamaro e la balena (The Squid and the Whale)
  - Guillermo Arriaga - Le tre sepolture (The Three Burials of Melquiades Estrada)
  - Ayad Akhtar, Joseph Castelo e Tom Glynn - The War Within
- 2007: Jason Reitman - Thank You for Smoking
  - Nicole Holofcener - Friends with Money
  - Neil Burger - The Illusionist - L'illusionista (The Illusionist)
  - Ron Nyswaner - Il velo dipinto (The Painted Veil)
  - Jeff Stanzler - Sorry, Haters
- 2008: Tamara Jenkins - La famiglia Savage (The Savages) 
  - Ronald Harwood - Lo scafandro e la farfalla (Le scaphandre et le papillon)
  - Fred Parnes e Andrew Wagner - Starting Out in the Evening
  - Adrienne Shelly - Waitress - Ricette d'amore (Waitress)
  - Mike White - Year of the Dog
- 2009: Woody Allen – Vicky Cristina Barcelona
  - Anna Boden e Ryan Fleck – Sugar
  - Charlie Kaufman – Synecdoche, New York
  - Howard A Rodman – Savage Grace
  - Christopher Zalla – Sangre de mi sangre

### Anni 2010
- 2010: Scott Neustadter e Michael H. Weber - (500) giorni insieme ((500) Days of Summer)
  - Greg Mottola - Adventureland
  - Michael Hoffman - The Last Station
  - Alessandro Camon e Oren Moverman - Oltre le regole - The Messenger (The Messenger)
  - Lee Toland Krieger - The Vicious Kind
- 2011: Stuart Blumberg e Lisa Cholodenko - I ragazzi stanno bene (The Kids Are All Right)
  - Debra Granik e Anne Rosellini - Un gelido inverno (Winter's Bone)
  - Nicole Holofcener - Please Give
  - David Lindsay-Abaire - Rabbit Hole
  - Todd Solondz - Perdona e dimentica (Life During Wartime)
- 2012: Alexander Payne, Nat Faxon e Jim Rash - Paradiso amaro (The Descendants)
  - Joseph Cedar - Hearat Shulayim
  - Michel Hazanavicius - The Artist
  - Thomas McCarthy - Mosse vincenti (Win Win)
  - Mike Mills - Beginners
- 2013: David O. Russell - Il lato positivo - Silver Linings Playbook (Silver Linings Playbook)
  - Wes Anderson e Roman Coppola - Moonrise Kingdom - Una fuga d'amore (Moonrise Kingdom)
  - Zoe Kazan - Ruby Sparks
  - Martin McDonagh - 7 psicopatici (Seven Psychopaths)
  - Ira Sachs - Keep the Lights On
- 2014: John Ridley - 12 anni schiavo (12 Years a Slave)
  - Woody Allen - Blue Jasmine
  - Julie Delpy, Ethan Hawke e Richard Linklater - Before Midnight
  - Nicole Holofcener - Enough Said
  - Scott Neustadter e Michael H. Weber - The Spectacular Now
- 2015: Dan Gilroy - Lo sciacallo - Nightcrawler (Nightcrawler)
  - Scott Alexander e Larry Karaszewski - Big Eyes
  - J. C. Chandor - 1981: Indagine a New York (A Most Violent Year)
  - Jim Jarmusch - Solo gli amanti sopravvivono (Only Lovers Left Alive)
  - Ira Sachs e Mauricio Zacharias - I toni dell'amore - Love Is Strange (Love Is Strange)
- 2016: Tom McCarthy e Josh Singer – Il caso Spotlight (Spotlight)
  - Charlie Kaufman – Anomalisa
  - Donald Margulies – The End of the Tour - Un viaggio con David Foster Wallace (The End of the Tour)
  - Phyllis Nagy – Carol
  - S. Craig Zahler – Bone Tomahawk

- 2017: Barry Jenkins – Moonlight
  - Kenneth Lonergan – Manchester by the Sea
  - Mike Mills – Le donne della mia vita (20th Century Women)
  - Ira Sachs e Mauricio Zacharias – Little Men
  - Taylor Sheridan – Hell or High Water

- 2018: Greta Gerwig - Lady Bird
  - Azazel Jacobs - The Lovers
  - Martin McDonagh - Tre manifesti a Ebbing, Missouri (Three Billboards Outside Ebbing, Missouri)
  - Jordan Peele - Scappa - Get Out (Get Out)
  - Mike White - Beatriz at Dinner

- 2019: Nicole Holofcener, Jeff Whitty - Copia originale (Can You Ever Forgive Me?)
  - Wash Westmoreland, Richard Glatzer, Rebecca Lenkiewicz - Colette
  - Tamara Jenkins - Private Life
  - Boots Riley - Sorry to Bother You
  - Paul Schrader - First Reformed - La creazione a rischio (First Reformed)

### Anni 2020
- 2020: Noah Baumbach - Storia di un matrimonio (Marriage Story)
  - Jason Begue e Shawn Snyder - To Dust
  - Ronald Bronstein, Josh Safdie e Benny Safdie - Diamanti grezzi (Uncut Gems)
  - Chinonye Chukwu - Clemency
  - Tarell Alvin McCraney - High Flying Bird
- 2021[2]: Emerald Fennell - Una donna promettente (Promising Young Woman)
  - Lee Isaac Chung - Minari
  - Eliza Hittman - Mai raramente a volte sempre (Never Rarely Sometimes Always)
  - Mike Makowsky - Bad Education
  - Alice Wu - L'altra metà (The Half of It)
- 2022: Maggie Gyllenhaal - La figlia oscura (The Lost Daughter)
  - Nikole Beckwith - Insieme per davvero (Together Together)
  - Janicza Bravo e Jeremy O. Harris - Zola
  - Mike Mills - C'mon C'mon
  - Todd Stephens - Swan Song